# Gran Campo Nevado
El Gran Campo Nevado es un pequeño campo de hielo ubicado en la parte sur de la Península Muñoz Gamero, en la austral Región de Magallanes y la Antártica Chilena, Chile. Cuenta con unos 200 kilómetros cuadrados (77,2 mi²) de área y alimenta varios glaciares de salida, de los cuales el más grande tiene 15 km de longitud.

## Geomorfología
Es un campo de hielo aislado, a unos 200 km al sur del campo de hielo patagónico sur, con una elevación media de 880metros sobre el nivel del mar. Su morfología está dominada casi exclusivamente por una gran meseta de hielo de forma suave con varios glaciares de salida que llegan al nivel del mar. Sus pendientes pronunciadas se encuentran en elevaciones bajas y las pendientes suaves dominan las elevaciones más altas. Está compuesto por 75 glaciares que desembocan predominantemente en fiordos de marea hacia el oeste y lagos proglaciales hacia el este. En 2007, científicos identificaron un inventario de glaciares de 27 cuencas hidrográficas en el Gran Campo Nevado, totalizando 199,5 km², y otros pequeños circos y valles glaciares de la parte sur de la península Muñoz Gamero (en total 53 km²). 

## Retroceso
Un estudio de 2005 sugirió que posiblemente todos los glaciares del Gran Campo Nevado alcanzaron su máximo del Holoceno durante la Pequeña Edad de Hielo. Pero durante los últimos sesenta años, todos los principales glaciares del Gran Campo Nevado muestran un retroceso glaciar significativo. Algunos de los glaciares de salida perdieron más del 20% de su área total durante tal período, y la pérdida de área de glaciares es del 2,4% por década en el período de 1942 a 2002. Una reevaluación posterior cifró que el adelgazamiento glaciar medio entre 1984 y 2000 fue de 6,5 a 2,5 metros, con las lenguas glaciares de salida del Gran Campo Nevado mostrando un adelgazamiento considerablemente más fuerte y las partes centrales superiores de la capa de hielo mostrando un engrosamiento aún más pronunciado que el revelado por el estudio anterior.

## Infraestructura
En febrero y marzo de 2000 se instaló una estación meteorológica automática en un glaciar de salida sin nombre, extraoficialmente Glaciar Lengua, en el casquete de hielo del Gran Campo Nevado.
| | |
| Campos de hielo en Patagonia Sur y Tierra del Fuego. En la parte argentina al sur del paralelo 52°S existen glaciares, pero no campos de hielo. | El inventario de glaciares de Chile entrega la ubicación, forma y área, pero no figuran nombres propios. Los de la imagen fueron tomados desde la publicación "The Holocene". |